# František Antonín III. z Thun-Hohensteinu
František de Paula Antonín kníže z Thun-Hohensteinu (německy Franz Fürst von Thun und Hohenstein, 2. září 1847 Děčín – 1. listopadu 1916 tamtéž) byl rakouský a český šlechtic z rodu Thun-Hohensteinů a politik, dlouholetý poslanec českého zemského sněmu a říšské rady. Dvakrát zastával funkci místodržitele v Čechách (1889–1896, 1911–1915) a krátce byl i rakouským předsedou vlády (1898–1899). Vlastnil několik velkostatků v Čechách, jeho hlavním sídlem byl zámek Děčín. V roce 1911 získal titul knížete.

## Život

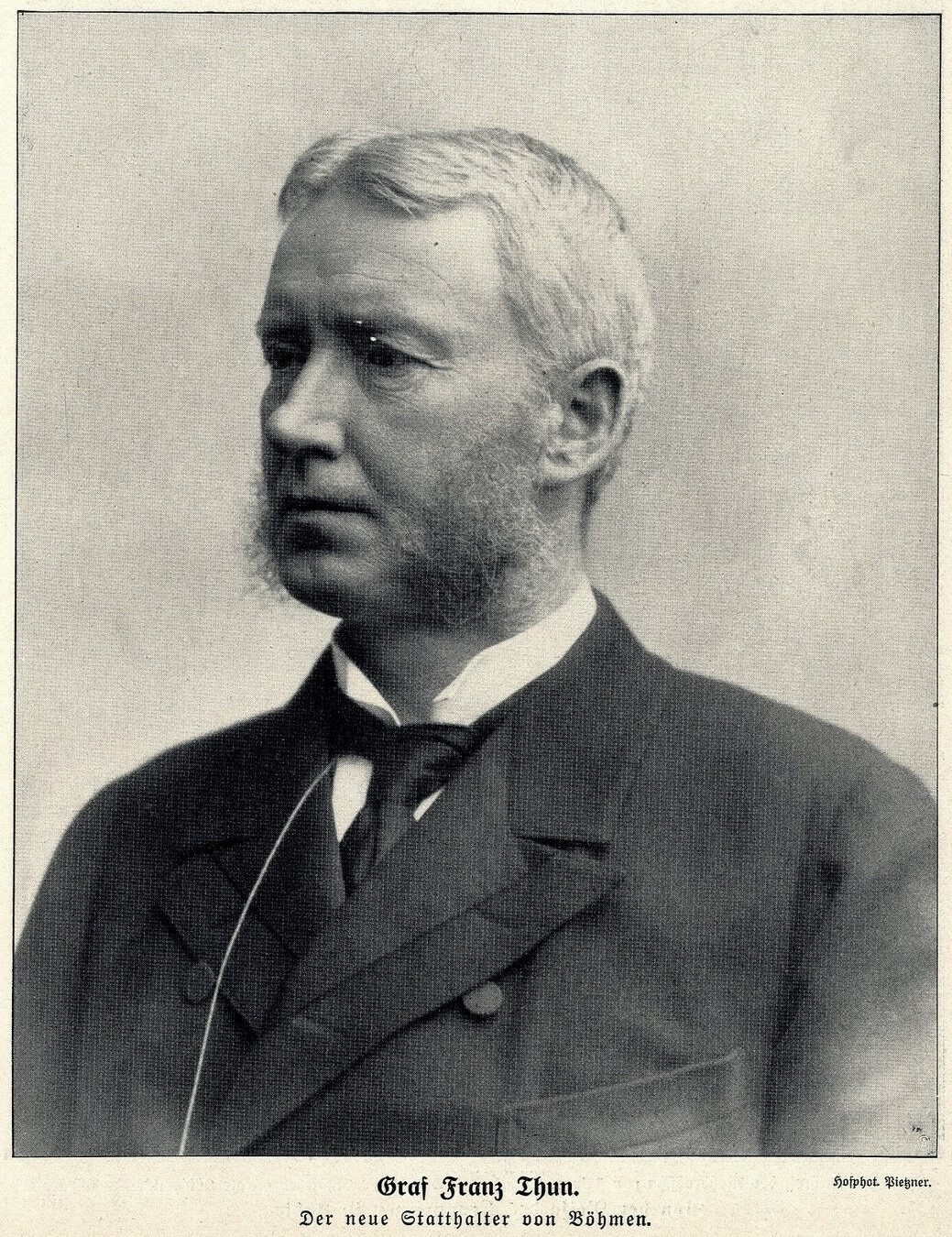
Franz von Thun-Hohenstein jako místodržitel v Čechách (1911)

### Mládí a rodina
Narodil se jako nejstarší syn hraběte Bedřicha Františka z Thun-Hohensteinu (1810–1881) a jeho manželky Leopoldiny, rozené z Lambergu (1825–1902). Během otcových pobytů v diplomatických službách strávil dětství v různých evropských zemích, studoval mimo jiné ve Veroně, ale také v České Lípě. V letech 1865–1869 studoval práva na univerzitě ve Vídni, později si doplnil vzdělání na univerzitě v Halle. Po studiích sloužil krátce v rakouské armádě u 14. dragounského pluku.
Thun byl velmi nepopulární mezi českými vlastenci a v dobovém tisku lze nalézt řadu narážek na jeho mimomanželské milostné poměry, zejména s umělkyněmi z Národního divadla. Konkrétně tanečnice Enrichetta Grimaldi a herečka Marie Pospíšilová byly často zmiňovány. Když se v roce 1895 při pokusu o svůj návrat do Národního divadla dostala Pospíšilová do ostrého sporu s ředitelem divadla Františkem Šubertem, Thun ji podporoval a s mezi ním a ředitelem divadla zavládl silný spor, který se naplno projevil při zahajování Národopisné výstavy českoslovanské, jejíž byl Šubert iniciátorem. Ve svém románu Prsty Habakukovy popisuje detaily poměru mezi Thunem a Pospíšilovou spisovatel Viktor Dyk.

### Politická aktivita

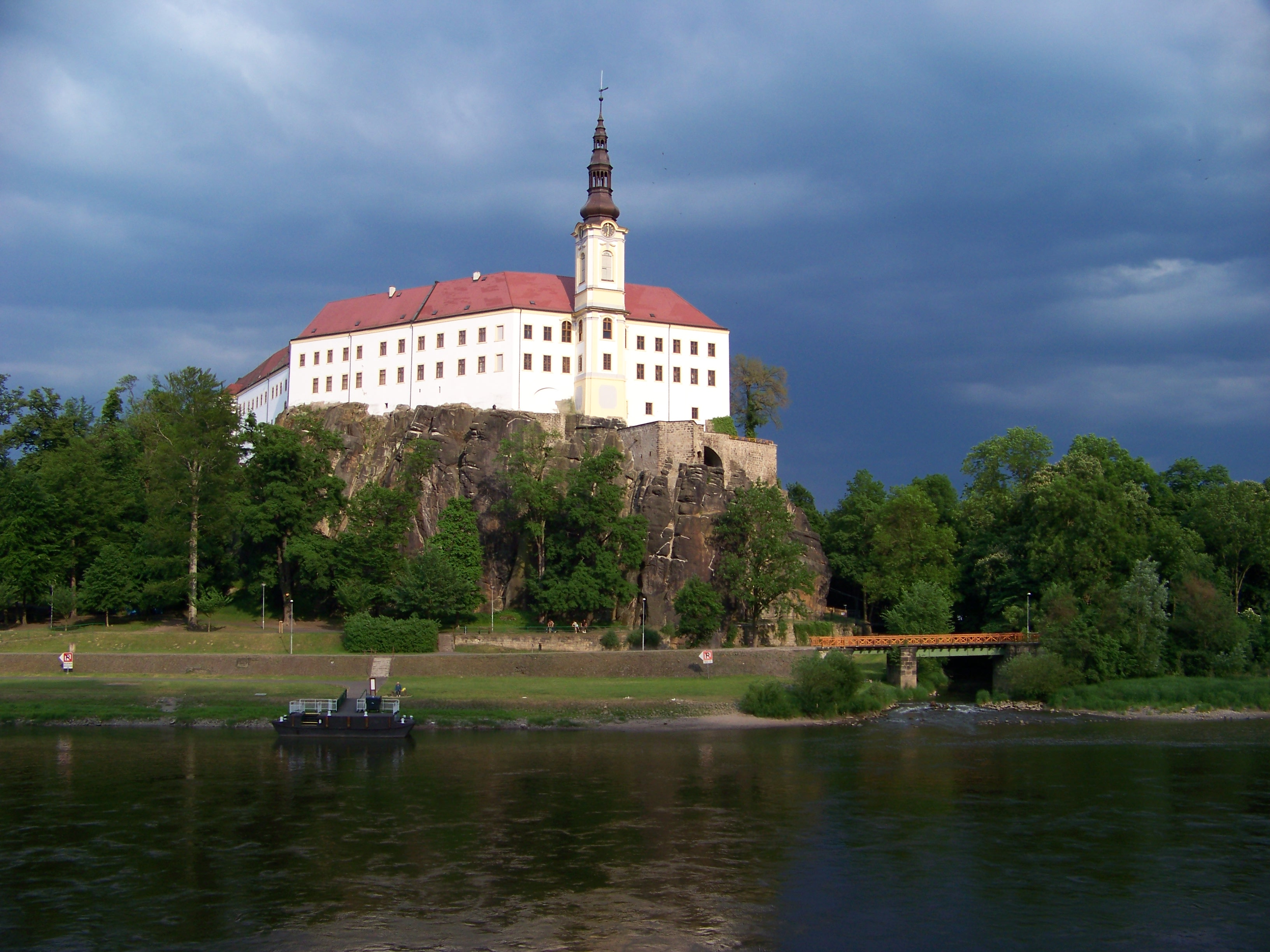
Zámek Děčín

Později byl dlouhodobě politicky aktivní. V zemských volbách v roce 1883 se stal poslancem Českého zemského sněmu. Reprezentoval velkostatkářskou kurii, svěřenecké velkostatky. Mandát obhájil ve volbách v roce 1889. Byl zde zástupcem konzervativních velkostatkářů. Na zemský sněm se vrátil ve volbách v roce 1901. Mandát obhájil i ve volbách v roce 1908. Rezignoval roku 1911.
Působil i jako poslanec Říšské rady (celostátního parlamentu Předlitavska), kam usedl ve volbách roku 1879 za kurii velkostatkářskou v Čechách. Rezignaci oznámil na schůzi 20. ledna 1882. Ve volebním období 1879–1885 se uvádí jako hrabě Franz Anton Thun-Hohenstein, statkář, bytem Peruc.
Do parlamentu nastoupil jako konzervativní poslanec. Rodem a národností byl Němec[zdroj?], česky neuměl, ale hlásil se k českému státnímu právu, byl zemským vlastencem a stoupencem rovnoprávnosti obou zemských národů. Byl přesvědčeným monarchistou, hluboce věřícím katolíkem a oddaným příznivcem vládnoucí dynastie. Představoval tu část konzervativní politiky, která usilovala o urovnání národnostních rozporů a smírné řešení tohoto problému v rámci prosperující mnohonárodní monarchie. Na Říšské radě patřil do Strany konzervativního velkostatku. Po volbách v roce 1879 se na Říšské radě připojil k Českému klubu (jednotné parlamentní zastoupení, do kterého se sdružili staročeši, mladočeši, česká konzervativní šlechta a moravští národní poslanci).
Po smrti otce nastoupil roku 1881 i do Panské sněmovny (nevolená horní komora Říšské rady) jako její dědičný člen.
Od roku 1889 byl místodržitelem Čech. Jeho nástup do funkce měl být signálem, že vláda si přeje klid v Čechách. V první fázi svého působení se snažil o vstřícná gesta. Podporoval punktace tedy vyjednávání o česko-německém vyrovnání. Povolil také konání Jubilejní zemské výstavy v Praze roku 1891. Dosáhnout smíru mezi Čechy a Němci se mu ovšem nezdařilo a v září 1893 vyhlásil po nepokojích v Praze výjimečný stav. Potlačení opozice (proces s Omladinou) bylo také neúspěšné. Když v zemských volbách v Čechách roku 1895 výrazně uspěli opoziční mladočeši, proti kterým byl výjimečný stav a další represe namířeny, Thun-Hohenstein ze své funkce v únoru 1896 odstoupil.
Na konci května 1896 byl jmenován do funkce nejvyšší hofmistr následníka trůnu Františka Ferdinanda. I když jejich vzájemné vztahy byly předtím korektní, jako arcivévodův nejvyšší hofmistr byl Thun vystaven ponižování a urážkám, úřad opustil již v listopadu téhož roku. Podle některých zdrojů jej František Ferdinand podezíral, že ve funkci hofmistra byl císařem pověřen dohledem nad následníkovými aktivitami, které nebyly v souladu s linií domácí a zahraniční politiky. 

### Ministerský předseda
Jeho kariéra vyvrcholila 5. března 1898, kdy se stal ministerským předsedou Předlitavska. Funkci vykonával do 2. října 1899. V této vládě zároveň jako správce rezortu zastával funkci ministra vnitra. Snažil se zformovat silnou vládu s parlamentní oporou a překonat nacionální polarizaci předchozích let. Kabinet sestavil průřezově. Do vlády Františka z Thun-Hohensteinu tak byl povolán jako ministr financí vlivný mladočeský politik Josef Kaizl, ale usedl v ní i jeden z předáků německorakouských centralistů Josef Maria Baernreither. Trojice Thun, Kaizl a Baernreither měla být pilířem zamýšlené provládní většiny, která měla izolovat extrémní proudy v předlitavské politice. Ambice ovšem překazil trvale opoziční postoj dvou silných německých politických stran. Liberální Německá pokroková strana a nacionálně radikálnější Německá lidová strana totiž odmítaly Thunovu vládu podpořit, dokud nebudou odvolána Badeniho jazyková nařízení i modifikovaná Gautschova jazyková nařízení, která posilovala úřední status češtiny. V květnu 1899 pak obě německé strany představily tzv. Svatodušní program, ve kterém prezentovaly národní požadavky rakouských Němců. Thunova vláda po jistou dobu vládla s využitím § 14 prosincové ústavy, který umožňoval vydávat provizorní nařízení s platností zákona. Dlouhodobě ale nešlo o životaschopný způsob vládnutí a proto Franz Thun und Hohenstein v září 1899 rezignoval. Jedním z posledních činů jeho vlády bylo zřízení české techniky v Brně (c. k. česká technická vysoká škola Františka Josefa v Brně).
Jako uznání za jeho politickou činnost, především za snahu o národnostní vyrovnání, jej císař v roce 1911 povýšil do knížecího stavu s primogeniturou titulu. V letech 1911–1915 byl opět místodržitelem Čech. Jeho úkolem bylo znovu dosáhnout národnostního smíru mezi Čechy a Němci, ale ani tentokrát nebylo zadání možno splnit.
Byl v kontaktu s T. G. Masarykem, upozornil jej, že je sledován a varoval jej před zatčením při zahájení Masarykovy zahraniční akce v roce 1914.

### Závěr života
Zemřel v listopadu 1916 na zámku v Děčíně po delší nemoci, kvůli které se koncem března 1915 musel vzdát postu místodržitele. Trpěl kornatěním cév a od své rezignace se několikrát podrobil operaci očí (trpěl odchlípnutím sítnice) a na jedno oko prakticky oslepl. V létě roku 1916 se dočasně zotavil na léčebném pobytu v Poděbradech, ale na podzim přišlo zhoršení stavu. V říjnu 1916 ho postihla mozková mrtvice, podle dobových zpráv v přímém důsledku rozčílení poté, co se dozvěděl, že ministerský předseda Karl von Stürgkh se stal obětí atentátu.
Mladočeská strana, která v 90. letech 19. století proti místodržiteli Thunovi ostře vystupovala, vydala k jeho úmrtí prohlášení, ve kterém stálo, že „den úmrtí knížete Thuna jest dnem smutku pro celý český národ.“

## Majetek

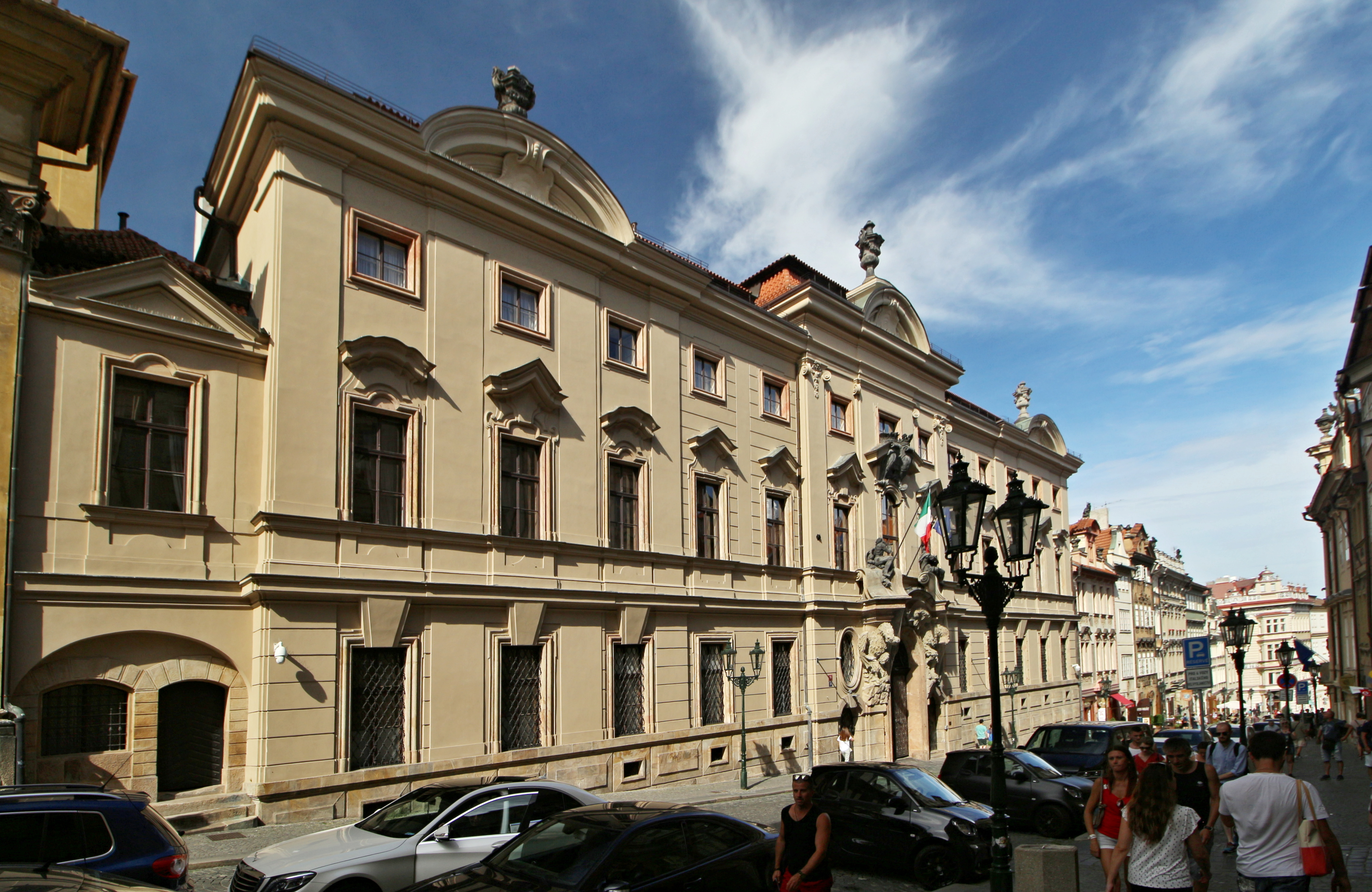
Thun-Hohenstejnšký palác v Nerudově ulici (Praha-Malá Strana)

Jako představitel děčínské linie Thun-Hohensteinů zdědil po otci majorátní velkostatek Děčín. Jednalo se o jeden z největších pozemkových celků v severních Čechách, k velkostatku patřilo 11 000 hektarů půdy. K Děčínu byly připojeny statky Podmokly, Bynov a Jílové (okres Děčín), součástí velkostatku bylo několik průmyslových provozů a rozsáhlé lesní porosty, které tvořily téměř tři čtvrtiny celkové rozlohy velkostatku. Čistý výnos všech hospodářských aktivit velkostatku činil koncem 19. století přes 87.000 zlatých ročně. Zámek Děčín byl hlavním rodovým sídlem od 17. století, František Antonín po převzetí dědictví realizoval především modernizační úpravy (splachovací záchody, zavedení elektřiny), přispěl také k rozšíření zámeckých sbírek. Mimo jiné navázal kontatky s tyrolskou linií Thunů a vzhledem k jejím finančním problémům odkoupil její rodový archiv a řadu uměleckých předmětů.
Ještě před otcovým úmrtím převzal v roce 1879 velkostatek Peruc na Lounsku, k němuž patřilo 1 982 hektarů pozemků a na rozdíl od Děčína zde převažovala zemědělská půda. Zámek Peruc patřil v 19. století také k oblíbeným rodinným sídlem. Dalším majetkem Františka Antonína byl velkostatek Zdíkov v Pošumaví, k němuž náleželo 5 189 hektarů půdy s převažujícími lesními porosty na Šumavě. Také ve Zdíkově byl zámek, kde však Thunové pobývali jen výjimečně, sídlila zde hlavně správa velkostatku. 
V Praze byl hlavní rezidencí Thun-Hohenštejnský palác (dříve Kolovratský) v Nerudově ulici, kde také sídlila centrální správa rodových statků. 

## Tituly a ocenění

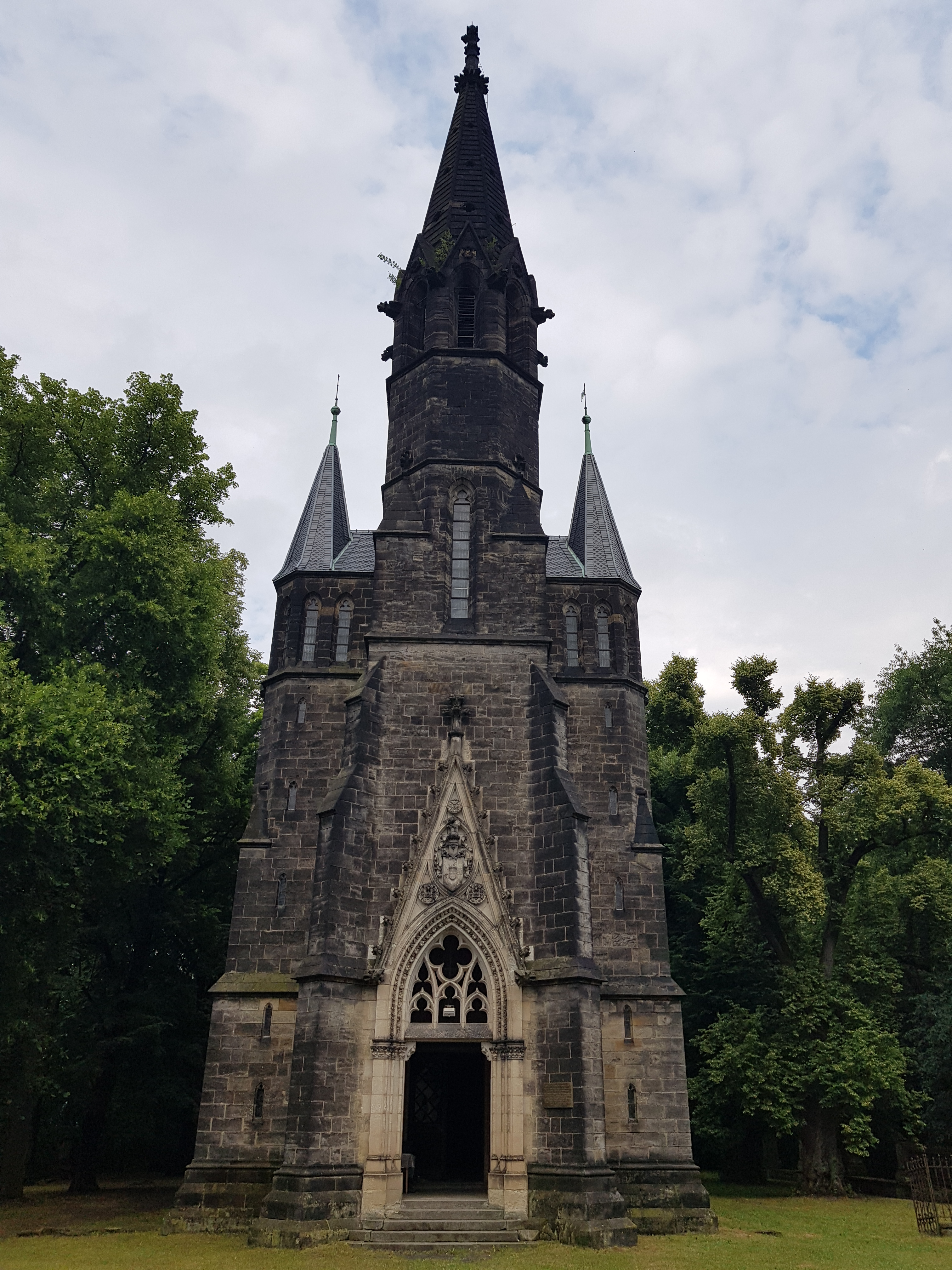
Hrobka Thun-Hohensteinů v Děčíně

Od narození užíval titul říšský hrabě, který rodina získala v roce 1629. Za své zásluhy byl v roce 1911 povýšen do knížecího stavu. Návrh vzešel po Thunově druhém uvedení do funkce českého místodržitele od rakouského ministra vnitra Maxe Wickenburga a příslušný majestát byl podepsán císařem Františkem Josefem 21. června 1911. Knížecí titul byl výslovně vázán na vlastnictví fideikomisu Děčín a byl s ním spojen nárok na oslovení Jeho Jasnost (Seine Durchlaucht). V byrokratickém procesu povýšení do knížecího stavu byla Thun-Hohensteinovi odpuštěna povinná taxa ve výši 12.600 zlatých. Jako příslušník starého šlechtického rodu byl v roce 1878 jmenován c. k. komořím a při prvním uvedení do funkce českého místodržitele obdržel v roce 1889 titul c. k. tajného rady s nárokem na oslovení Excelence. Během svého působení ve státních úřadech získal několik vysokých vyznamenání v Rakousku-Uhersku i v zahraničí, byl také držitelem čestného doktorátu na Pražské polytechnice. Byl také čestným členem řady spolků a organizací a nositelem čestného občanství v několika českých městech(Karlovy Vary, Františkovy Lázně, Týn nad Vltavou, Dobruška)V roce 1896 byl jmenován rytířem prestižního Řádu zlatého rouna.

### Rakousko-Uhersko
- velkokříž Leopoldova řádu (1891)
- Řád zlatého rouna (1896)
- Jubilejní pamětní medaile (1898)
- velkokříž Královského uherského řádu svatého Štěpána (1899)

### Zahraničí
- velkokříž Řádu Božího hrobu jeruzalémského (Papežský stát)
- velkokříž Řádu Pia IX. (Papežský stát)
- velkokříž Řádu sv. Alexandra Něvského (Rusko)
- velkokříž Řádu Karla III. (Španělsko)
- důstojník Řádu Leopolda (Belgie)

## Rodina

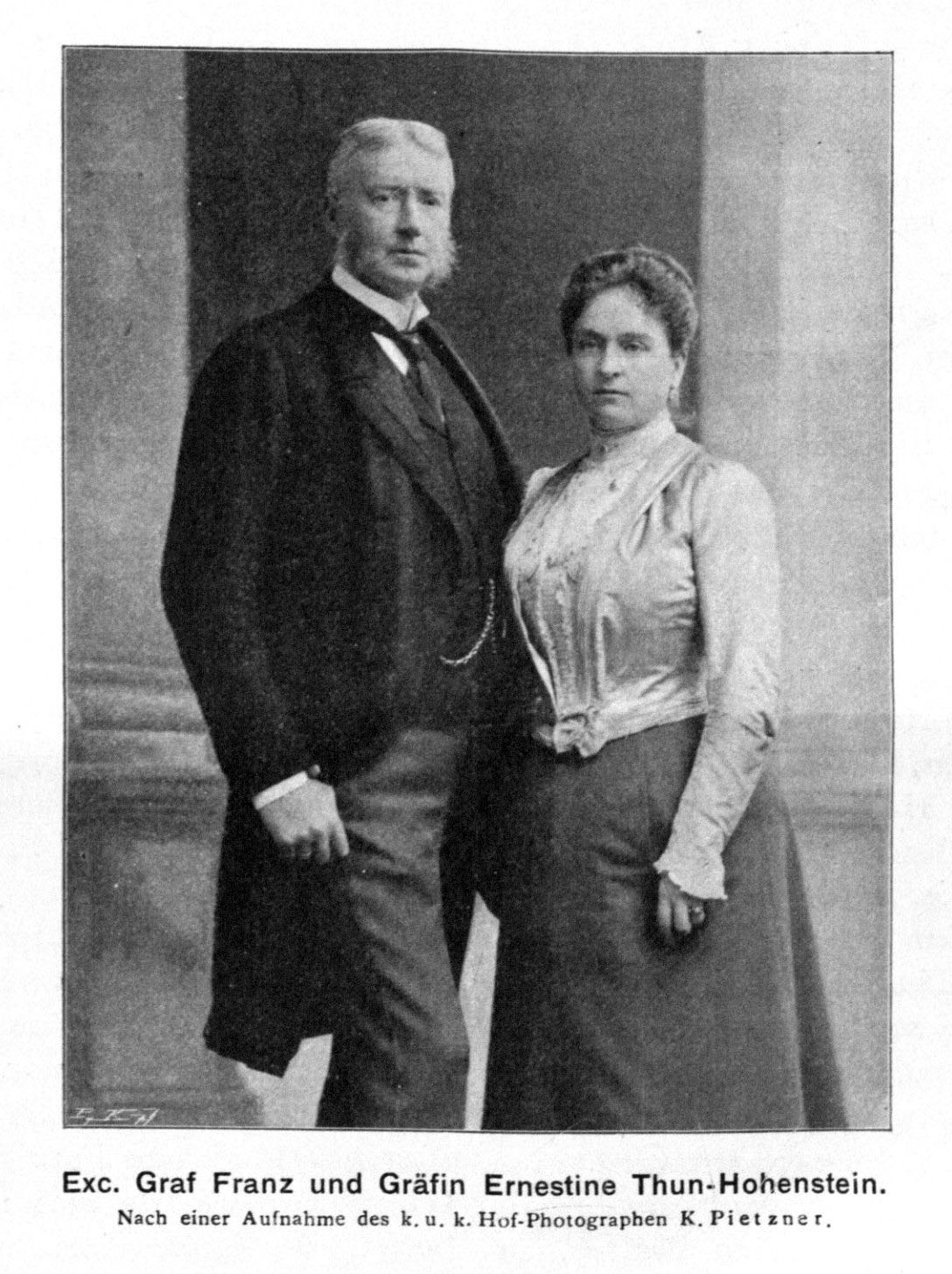
Franz Anton Thun s druhou manželkou Ernestinou (1901)

František Antonín byl dvakrát ženatý. Poprvé se oženil v roce 1874 s princeznou Annou Marií ze Schwarzenbergu (1854–1898), dcerou knížete Karla III. ze Schwarzenbergu (1824–1904) z orlické linie Schwarzenbergů. Anna Marie byla c. k. palácovou dámou, dámou Řádu hvězdového kříže a čestnou dámou Maltézského řádu. Svému manželovi byla vzdělanou a rovnocennou partnerkou, konzultovali spolu správu majetku i politické otázky, absolvovala s ním také jednu cestu do Orientu. Od mládí trpěla různými chorobami, především onemocněním ledvin. Ve funkci premiéra ji František Antonín nechal v roce 1898 převézt z Děčína do Vídně, kde absolvovala řadu vyšetření od největších lékařských kapacit. Zemřela na Štědrý den v roce 1898 ve věku 44 let a byla pohřbena v rodové hrobce v Děčíně. Pohřbu se zúčastnil mimo jiné pražský arcibiskup František Schönborn nebo následník trůnu František Ferdinand d'Este. Z úcty k zemřelé manželce František Antonín Thun původně odmítal další sňatek, ale nakonec v roce 1901 v rychlém sledu námluv a zásnub na zámku Dírná uzavřel v lednu 1901 druhé manželství s hraběnkou Ernestinou Thun-Hohensteinovou (1858–1940), dcerou Josefa Osvalda I. Thuna (1817–1883) z klášterecké linie Thunů. Ernestina byla v té době již vdovou po hraběti Evženu Vratislavovi z Mitrovic (1855–1897) a z tohoto prvního manželství měla dvě děti (syn Josef Oswald Wratislav a dcera Johanna, provdaná do rodu Bailletové de la Tour). Ernestina byla také c. k. palácovou dámou, dámou Řádu hvězdového kříže a čestnou dámou Maltézského řádu, v roce 1908 navíc obdržela Alžbětin řád I. třídy. Přes pokročilý věk obou manželů se jim narodila dcera Anna (1903–1943), která byla v dětství pochopitelně rozmazlována. V roce 1921 se provdala za barona Wolfganga von Thienen-Adlerflycht a po rozvodu v roce 1936 se podruhé provdala za Antona Josepha Margelika. 
Díky svým sourozencům a dvěma manželkám měl František Antonín Thun příbuzenské vazby na řadu významných osobností. Jeho švagry byli kníže Karel IV. ze Schwarzenbergu a jeho mladší bratr princ Bedřich ze Schwarzenbergu, hrabě Jan Lažanský nebo Josef Osvald II. z Thun-Hohensteinu. 
Protože měl František Antonín z druhého manželství jen dceru, dědicem všech velkostatků v Čechách se po jeho úmrtí stal mladší bratr Jaroslav Thun-Hohenstein (1864–1929), který se již předtím angažoval v politice na zemské úrovni na Moravě i v Čechách. 